# Paul Howe
Paul Howe, né le 8 janvier 1965 à Singapour, est un nageur britannique.

## Carrière
Paul Howe participe aux Jeux olympiques d'été de 1984 à Los Angeles et remporte la médaille de bronze dans l'épreuve du 4x200m nage libre avec Paul Easter, Andrew Astbury et Neil Cochran.